# ريكارد لونغ
ريكارد لونغ (بالدنماركية: Rikard Long)‏ هو ناقد أدبي وكاتب ومؤلف دنماركي، ولد في 23 يناير 1889 في توشهافن في جزر فارو، وتوفي بنفس المكان في 16 ديسمبر 1977.